# Saad Samir
Saad El-Din Samir (Cairo, 1 de abril de 1989) é um futebolista egípcio que atua como zagueiro. Atualmente joga pelo Al-Ahly.

## Carreira
Saad Samir integrou do elenco da Seleção Egípcia de Futebol da Olimpíadas de 2012.

## Títulos
Seleção Egípcia
- Campeonato Africano das Nações: Vice - 2017